# لوس فريسنوس
لوس فريسنوس (بالإنجليزية: Los Fresnos, Texas)‏ هي مدينة تقع بولاية تكساس في شمال شرق الولايات المتحدة. تبلغ مساحة هذه المدينة 6.5 (كم²)، وترتفع عن سطح البحر 7 م، بلغ عدد سكانها 4512 نسمة في عام 2000 حسب إحصاء مكتب تعداد الولايات المتحدة وتصل الكثافة السكانية فيها 721.6 نسمة/كم2.

## التركيبة السكانية
حدّد مكتب تعداد الولايات المتحدة بيانات التركيبة السكانية للوس فريسنوس في تعداد الولايات المتحدة. في ما يلي، التركيبة السكانية حسب تعدادي 2000 و2010.

### تعداد عام 2000
بلغ عدد سكان لوس فريسنوس 4,512 نسمة بحسب تعداد عام 2000، وبلغ عدد الأسر 1,296 أسرة وعدد العائلات 1,093 عائلة مقيمة في المدينة. في حين سجلت الكثافة السكانية 406.1 نسمة لكل كيلومتر مربع (1,051.8/ميل2). وبلغ عدد الوحدات السكنية 1,480 وحدة بمتوسط كثافة قدره 133.2 لكل كيلومتر مربع (345.0/ميل2).
وتوزع التركيب العرقي للمدينة بنسبة 81.96% من البيض و0.42% من الأمريكيين الأفارقة و0.13% من الأمريكيين الأصليين و0.02% من الأمريكيين ذوي الأصول الآسيوية و0.09% من سكان جزر المحيط الهادئ و14.38% من الأعراق الأخرى و2.99% من عرقين مختلطين أو أكثر و84.62% من الهسبانيون أو اللاتينيون من أي عرق.
بلغ عدد الأسر 1,296 أسرة كانت نسبة 59% منها لديها أطفال تحت سن الثامنة عشر تعيش معهم، وبلغت نسبة الأزواج القاطنين مع بعضهم البعض 63.7% من أصل المجموع الكلي للأسر، ونسبة 17.7% من الأسر كان لديها معيلات من الإناث دون وجود شريك،  بينما كانت نسبة 3% من الأسر لديها معيلون من الذكور دون وجود شريكة وكانت نسبة 15.7% من غير العائلات. تألفت نسبة 14.2% من أصل جميع الأسر من عدة أفراد يعيشون في نفس المنزل ونسبة 7.7% كانت تتألف من شخص يعيش بمفرده يبلغ من العمر 65 عاماً أو أكثر. وبلغ متوسط حجم الأسرة المعيشية 3.48، أما متوسط حجم العائلات فبلغ 3.86.
بلغ العمر الوسطي للسكان 28.2 عاماً. وكانت نسبة 36.4% من القاطنين تحت سن الثامنة عشر، وكانت نسبة 9.2% بين الثامنة عشر والرابعة والعشرين عاماً، ونسبة 29.1% كانت واقعةً في الفئة العمرية ما بين الخامسة والعشرين والرابعة والأربعين عاماً، ونسبة 17.1% كانت ما بين الخامسة والأربعين والرابعة والستين، ونسبة 8.1% كانت ضمن فئة الخامسة والستين عاماً فما فوق. يوجد لكل 100 أنثى 93.8 ذكر، ويوجد لكل 100 أنثى في الثامنة عشر من عمرها فما فوق 84.5 ذكر.
بلغ متوسط دخل الأسرة في المدينة 25,793 دولارًا، أما متوسط دخل العائلة فبلغ 27,670 دولارًا. وكان متوسط دخل الذكور 20,459 دولارًا مقابل 17,904 دولارًا للإناث. وسجل دخل الفرد الخاص بالمدينة 9,507 دولارًا. وكانت نسبة 28.5% من العائلات ونسبة 34.2% من السكان تحت خط الفقر، وكان من هؤلاء نسبة 43.8% تحت سن الثامنة عشر ونسبة 22.4% في الخامسة والستين من العمر وما فوق.

### تعداد عام 2010
بلغ عدد سكان لوس فريسنوس 5,542 نسمة بحسب تعداد عام 2010، وبلغ عدد الأسر 1,561 أسرة وعدد العائلات 1,326 عائلة مقيمة في المدينة. في حين سجلت الكثافة السكانية 498.8 نسمة لكل كيلومتر مربع (1,291.9/ميل2). وبلغ عدد الوحدات السكنية 1,702 وحدة بمتوسط كثافة قدره 153.2 لكل كيلومتر مربع (396.8/ميل2).
وتوزع التركيب العرقي للمدينة بنسبة 86.29% من البيض و0.43% من الأمريكيين الأفارقة و0.36% من الأمريكيين الأصليين و0.07% من الأمريكيين ذوي الأصول الآسيوية و0.14% من سكان جزر المحيط الهادئ و11.13% من الأعراق الأخرى و1.57% من عرقين مختلطين أو أكثر و88.24% من الهسبانيون أو اللاتينيون من أي عرق.
بلغ عدد الأسر 1,561 أسرة كانت نسبة 56.5% منها لديها أطفال تحت سن الثامنة عشر تعيش معهم، وبلغت نسبة الأزواج القاطنين مع بعضهم البعض 59.3% من أصل المجموع الكلي للأسر، ونسبة 20.1% من الأسر كان لديها معيلات من الإناث دون وجود شريك،  بينما كانت نسبة 5.6% من الأسر لديها معيلون من الذكور دون وجود شريكة وكانت نسبة 15.1% من غير العائلات. تألفت نسبة 13.1% من أصل جميع الأسر من عدة أفراد يعيشون في نفس المنزل ونسبة 6.4% كانت تتألف من شخص يعيش بمفرده يبلغ من العمر 65 عاماً أو أكثر. وبلغ متوسط حجم الأسرة المعيشية 3.55، أما متوسط حجم العائلات فبلغ 3.89.
بلغ العمر الوسطي للسكان 28.9 عاماً. وكانت نسبة 35% من القاطنين تحت سن الثامنة عشر، وكانت نسبة 10.7% بين الثامنة عشر والرابعة والعشرين عاماً، ونسبة 26.3% كانت واقعةً في الفئة العمرية ما بين الخامسة والعشرين والرابعة والأربعين عاماً، ونسبة 19.5% كانت ما بين الخامسة والأربعين والرابعة والستين، ونسبة 8.4% كانت ضمن فئة الخامسة والستين عاماً فما فوق. وتوزع التركيب الجنسي للسكان بنسبة 47.2% ذكور و52.8% إناث.

## أعلام
- سيمون فيغا

## وصلات خارجية
- http://www.citylf.us/
- The US50 - Cities and Towns in Texas State